# 7219 Satterwhite
7219 Satterwhite eller 1981 EZ47 är en asteroid i huvudbältet som upptäcktes den 3 mars 1981 av den amerikanska astronomen Schelte J. Bus vid Siding Spring-observatoriet. Den är uppkallad efter amerikanen Cecilia Satterwhite.
Asteroiden har en diameter på ungefär 3 kilometer.